# دین و نیستی
دین و نیستی (به انگلیسی: Religion and Nothingness)؛ کتابی است دربارهٔ نیهیلیسم که در سال ۱۹۶۱ توسط فیلسوف ژاپنی کیجی نیشیتانی نگاشته شده‌است. این کتاب در سال ۱۹۸۲ با ترجمه انگلیسی توسط انتشارات دانشگاه کالیفرنیا منتشر شد و نقدهای مثبتی دریافت کرد و نیشیتانی را به‌دلیل درک او از فلسفه غرب و شرق مورد ستایش قرار داد. ظهور ترجمه انگلیسی علاقه فیلسوفان را به اندیشه‌های نیشیتانی افزایش داد. گراهام پارکز این کتاب را شاه‌کار نیشیتانی توصیف کرد و نوشت که نیشیتانی در آن به ترکیبی فلسفی دست یافته‌است که با دستاوردهای فیلسوفان سورن کی یرکگارد، فردریش نیچه و مارتین هایدگر در عمق بینش مطابقت دارد.

### کتاب‌ها
- ون براگت, جان (1983). "مقدمه مترجم". دین و نیستی. برکلی و لس‌آنجلس: انتشارات دانشگاه کالیفرنیا. ISBN 978-0-520-04946-8.
- هابیتو, روبن ال.اف. (1995). "نیشیتانی کیجی".  In مک‌گریل, ایان پی. (ed.). متفکران بزرگ جهان شرق. نیویورک: HarperCollins|HarperCollinsPublishers. ISBN 0-06-270085-5.
- نیشیتانی, کیجی (1983). دین و نیستی. برکلی و لس‌آنجلس: انتشارات دانشگاه کالیفرنیا. ISBN 978-0-520-04946-8.
- پارکس, گراهام (2005). "کیجی نیشیتانی".  In هاندریچ, تد (ed.). کتاب همراه فلسفه آکسفورد، ویرایش دوم. آکسفورد: انتشارات دانشگاه آکسفورد. ISBN 0-19-926479-1.

### مجلات
- آلیتزر, توماس جی. جی (1984). "دین و نیستی (بررسی کتاب)". مجله آکادمی دین آمریکا. ۵۲ (۱).  – via EBSCO's Academic Search Complete (نیازمند آبونمان)
- بلوسر, فیلیپ (1984). "دین و نیستی (بررسی کتاب)". Research in Phenomenology. 14.  – via EBSCO's Academic Search Complete (نیازمند آبونمان)
- دراموند, ریچارد دبلیو. (1985). "دین و نیستی (بررسی کتاب)". Journal of Ecumenical Studies. 22 (بهار 1985).  – via EBSCO's Academic Search Complete (نیازمند آبونمان)
- فور, برنارد (1985). "دین و نیستی (بررسی کتاب)". Journal of Asian Studies. 44 (فوریه 1985). doi:10.2307/2055957. JSTOR 2055957. S2CID 166095364.  – via EBSCO's Academic Search Complete (نیازمند آبونمان)
- فردریک, جیمز ال. (1993). "نیشیدا کیتارو (نقد کتاب)". Journal of Religion. 73 (ژانویه 1993). doi:10.1086/489103.  – via EBSCO's Academic Search Complete (نیازمند آبونمان)
- گری, جی. ان. (1983). "ارزش پوچی". The Times Literary Supplement (4199).  – via EBSCO's Academic Search Complete (نیازمند آبونمان)
- کاسولیس, توماس پی. (1985). "دین و نیستی (بررسی کتاب)". Journal of Religion. 65 (جولای 1985). doi:10.1086/487281.  – via EBSCO's Academic Search Complete (نیازمند آبونمان)
- اسمیت, دونالد ال. (1983). "دین و نیستی (بررسی کتاب)". Library Journal. 108.  – via EBSCO's Academic Search Complete (نیازمند آبونمان)